# Sources (вебсайт)
Sources (укр. Джерела) — інформаційний інтернет-портал Канади про журналістів, незалежних авторів, редакторів, авторів і дослідників. Особливу увагу приділяє авторитетним джерелам: експерти та прес-секретарі, які готові відповісти на запитання журналістів або можуть дати інтерв’ю в ефірі.
Вебсайт побудовано на основі контрольованого словникового покажчика, що містить понад 20 000 тем і підтримується системою «розумного пошуку», яка допомагає журналістам звузити пошук, пропонуючи додаткові терміни, пов’язані з фразою пошуку. Наприклад, пошук за словом "рак" запропонує такі терміни, як "хіміотерапія", "меланома", "онкологія", "радіотерапія", "хвороби тютюну", "пухлини", а також словосполучення зі словом "рак".
Кожна тема, своєю чергою, містить посилання на експертів і прес-секретарів із цієї теми з профілями, що описують їхній досвід і підхід до проблеми, номери телефонів, інші контактні дані. Джерела включають списки університетів, дослідних інститутів, некомерційних асоціацій, неурядових організацій, державних і громадських організацій, підприємств і окремих осіб, зокрема науковців, ораторів і консультантів.
Тематичний покажчик і меню пошуку перекладено французькою, іспанською та німецькою мовами, щоб зробити Джерела міжнародним ресурсом.
Sources розташований у Канаді, засновано в 1977 році як друкований каталог для журналістів, редакторів і продюсерів. Вперше він був опублікований як додаток до журналу Content, впливового та суперечливого журналу журналістської критики. Content, заснований Діком Макдональдом у 1970 році та редагований Баррі Цвікером (Barrie Zwicker) після смерті Макдональда в 1974 році, часто критикував журналістів за те, що вони завжди покладаються на ту саму вузьку палітру джерел, які представляють однакові загальноприйняті точки зору для своїх історій. У Content та в їхній книзі The News: Inside the Canadian Media  ”(L’information : Inside Canadian Media), Цвікер і Макдональд згадували "жахливу схожість" у медіа-висвітленні ЗМІ багатьох видань, і ігнорування інших перспективних і потенційно цінних джерел інформації.
Цвікер вирішив щось зробити з цією проблемою, і влітку 1977 року Content опублікував свій перший випуск каталогу під назвою Sources. Анотований як "каталог контактів для письменників і журналістів Канади", Sources перераховував такі джерела: «Офіцери з питань інформації, спеціалісти зі зв’язків із громадськістю та зв’язків із людьми, засоби масової інформації, зв’язки з громадськістю та інші контакти для груп, асоціацій, федерацій, спілок, корпорацій, установ, фондів, виробників і компаній, а також федеральних, місцевих і муніципальних міністерств, відомств, агенцій. »
Пояснюючи аргументацію Sources, Цвікер сказав, що "це кліше, казати, що кожна історія має дві сторони, фальшиве кліше. Більшість має декілька. Завдання журналіста — копати в усіх напрямках. Джерела можуть допомогти  ". Від самого початку Цвікер вважав Sources публічною службою, а також вважав її інструментом для журналістів. Він сказав, що Джерела повинні «сприяти створенню системи інформаційної справедливості. Комунікаційні ресурси еквівалентні іншим базовим потребам – наприклад : притулок, харчування, охорона здоров'я. Кожен повинен мати розумний доступ до всього, що йому потрібно ". Тому він сказав, що "ми намагаємося забезпечити справжню різноманітність: доступ до людей, які прив'язані до організацій; великі та малі, прибуткові та некомерційні, від низькотехнологічних до високотехнологічних, довготривалі чи стартапи. »
Цвікер сказав користувачам, що «У розділі «Джерела» ви знайдете основну та альтернативну інформацію. Дехто може вважати альтернативу оманливою або однобічною інформацією, не зовсім відповідною стандарту або більш-менш використаною. Тут, у Sources, альтернативу розглядають інакше — її вважають автентичною і суттєвою, навіть якщо вона зазвичай менш доступна. Несподіванки, скандали, блиск проникливості, «незвичайні дії», перлини мудрості, крики серця, авангард, завтрашні новини, прогнози, нефільтровані новини, хвилювання, ті, що розтоптані деінде, те, що запам’ятовується чи дивне, що довго розглядалося, те, що не було чемно зізнано, що є обурливим, що не цензуровано… те, що пропонують «альтернативні ЗМІ». Наскільки зможемо, ми прив’яжемо альтернативу до Sources. Основна філософія Sources – позитивна та пряма інформаційна демократія, що забезпечується зручними технологіями. Передбачається, що значна частина канадців бажає використовувати такий інформаційний ресурс і отримувати від нього користь, значна частина канадців бажає збільшити горизонти пошуку рішень і поглибити своє розуміння, а не повторювати загальноприйняту думку (навіть якщо щойно вироблену) між собою  ".
Через кілька років «Джерела» розрослися настільки, що не вміщували весь зміст (друкований щорічник збільшився до понад 500 сторінок), а в 1981 році стали незалежним виданням. Сам Контент згодом відмовився, але Цвікер продовжував присвячувати значний редакційний розділ у Джерелах висвітленню тем, що цікавлять журналістів, розширюючи такі практичні питання, як граматика, стиль, перевірка фактів, фотожурналістика, авторське право, гонорари фрілансерів і самовидавництво., репортажі про стан медіажурналістики, огляди. З початку 1990-х Sources почав просувати статті про онлайн-дослідження, зокрема регулярно з’являвся в «Digital World»  комп’ютерного експерта Діна Тудора (Dean Tudor).
Sources вийшов в Інтернет у 1995 році та з того часу продовжує розширювати свій онлайн-портал. Він продовжує публікувати друкований випуск щорічника, головним чином для фрілансерів, які використовують його як джерело ідей для своїх історій, але тепер це переважно веб-ресурс.
Вебсайт Sources вказано не в самому каталозі Sources, а в окремому урядовому каталозі, Parliamentary Names and Numbers (Noms et Numéros Parlementairess) довідник назв і номерів медіа ; і Sources HotLink, який містить статті про зв’язки зі ЗМІ та зв’язки з громадськістю. Також на сайті є розділи «Fame and Fortune», «Popularity and Wealth», каталог нагород, премій і грантів середовища авторів і журналістів, а також портал із посиланнями на онлайн-архів Connections Information Sharing Services, бібліотека матеріалів з альтернативрого і соціального права.
На сайті також міститься велика бібліотека статей і оглядів медіажурналістики Sources Select Resources , що охоплює більш ніж 30-річний період.
Хоча велика частина редакційного вмісту зосереджена на основних питаннях написання, редагування та дослідження, Sources також регулярно редагував статті, які викликали суперечки на такі теми, як цензура та упереджені ЗМІ. Кампанія Цвікера та інших кинула виклик етиці журналістів, приймаючи подарунки від людей, яких вони повинні висвітлювати. Ця кампанія зрештою призвела до того, що канадські редактори домовилися між собою, що їхні газети не прийматимуть безкоштовні квитки від туристичних агентств, курортів і готелів.
Серія статей Цвікера про «війна, мир і медіа» (пізніше зібраний і відредагований у буклет) викликав обурення читачів його критикою висвітлення ЗМІ зовнішньої політики США. Як зазначив Цвікер у редакторському листі в наступному номері, «реакція коливалася від високої похвали до гнівного викриття. Газета Toronto Sun присвятила цій історії три статті. Колумніст Хой де Клер (Hoy de Claire) "тремтів від люті", редактор Пітер Вортінгтон (Peter Worthington) «обурений» засудив Цвікера.
Wendy Cukier серед інших також публікує суперечливу статтю. У статті обговорювалася боротьба з громадськістю навколо законодавства та пропонованого контролю над зброєю, що викликало гнів тих, хто керує політикою щодо зброї  Уллі Дімер, який у 1999 році обійняв посаду редактора Цвікера, зазнав критики з боку Інституту Фрейзера за його статтю "Десять міфів про охорону здоров'я : Розуміння дебатів про медичну допомогу в Канаді "в якому він обговорював той факт, що противники охорони здоров'я поширюють неправдиву інформацію, покликану ввести в оману та налякати громадськість.
Дотримуючись мандату заохочувати широке розмаїття точок зору в медіа, Sources з часом додала додаткові ресурси, щоб допомогти організаціям і окремим особам бути почутими. До них входить календар медіа-подій і сервіс комунікації учасників Sources для публікації звітів і новин онлайн і через RSS. Прес-релізи також індексуються за темами та інтегруються на сайті Sources у глобальну структуру пошуку інформації.